# Рудігер Гамм
Рудігер Гамм (народився 10 липня 1971 року, Вельцгайм, ФРН) — німецька «людина-калькулятор». Демонстрував унікальні здібності проводити складні математичні розрахунки у віці 21 року. Став відомий зокрема після показу програми на Discovery Channel.
Найпомітнішим талантом Гамма є здатність запам'ятовувати велику за обсягом інформацію — числа, тексти тощо, а також — швидка лічба. Так, у 2008 р. на публічному виступі в Лейпцигу, він усно вирахував 81100, подавши результат за 2 хвилини і 30 секунд.
Крім того, він може говорити у зворотньому напрямку, і розрахувати календарі.